# Agribusiness
Agribusiness oder auch Agrobusiness bezeichnet als Anglizismus (aus dem englischen agriculture und business) neben der Landwirtschaft auch die ihr vor- und nachgelagerten wirtschaftlichen Aktivitäten. Gemeinsam bilden sie eine Wertschöpfungskette.
Diese agrarindustrielle Produktionsform, die neben der Landwirtschaft alle mit ihr verbundene Wirtschaftsbereiche zusammenfasst; z. B. die Zulieferindustrien (Düngemittel, Landmaschinen usw.), die Absatzwirtschaft für landwirtschaftliche Produkte (Genossenschaften usw.) sowie viele Be- und Verarbeitungsbetriebe im Ernährungsbereich wird häufig auch als „industrialisierte Landwirtschaft“ bezeichnet.

## Der Begriff „Agribusiness“
Gelegentlich wird mit Agribusiness auch nur der Bereich der Landwirtschaft und die unmittelbar vorgelagerten Bereiche (Input-Industrien) und die unmittelbar nachgelagerten Bereiche (Erfassungs- und Großhandel) bezeichnet. In der vorherrschenden Bedeutung ist der Begriff des Agribusiness weiter gefasst und umfasst alle Bereiche der Wertschöpfungskette bis zum Vertrieb an den Endverbraucher. Die Bedeutung des Agribusiness reicht damit auch weiter als die umgangssprachliche aus dem englischen übernommene Formulierung from farm to fork, da das Agribusiness als Wertschöpfungskette für Lebensmittel auch den gesamten der Landwirtschaft vorgelagerten Bereich mit einschließt. Besondere Bedeutung erlangt dieses Gesamtsystem im Zusammenhang mit Lebensmittelsicherheit und der Rückverfolgbarkeit von Lebensmitteln bis zu ihrem Ursprung. Seltener wird der Begriff im englischen und im deutschen Sprachgebrauch mit negativer Konnotation als eine Bezeichnung für eine industrielle Landwirtschaft verwendet.

## Bestandteile

Das Gesamtsystem Lebensmittelwirtschaft

Zum Gesamtsystem Lebensmittelwirtschaft gehören folgende Wirtschaftszweige:
- Sektoren in dem der Landwirtschaft vorgelagerten Bereich:
  - Saatzucht, Düngemittel, Pflanzenschutzmittel, Landtechnik, Tierzucht, Futtermittel und Mischfutter, Tiergesundheit, Stalltechnik und Hofinnenwirtschaft;
- Sektoren in dem landwirtschaftlichen Bereich selber, die Produktionsbereiche:
  - Ackerbau, Garten- und Zierpflanzenbau, Weinbau, Viehhaltung, Fischerei und Aquakultur;
- Sektoren in dem der Landwirtschaft nachgelagerten Bereich der Erfassungs- und Großhandelsstufe:
  - Getreidehandel, Viehhandel, Obst- und Gemüsegroßhandel, Importeure, Exporteure sowie private und genossenschaftliche Landhandelsorganisationen, die sowohl den landwirtschaftlichen Bezug als auch Absatz betreiben;
- Sektoren in der sogenannten ersten Verarbeitungsstufe (Verarbeitung des landwirtschaftlichen Rohproduktes):
  - Getreide- und Mahlmühlen, Schälmühlen, Ölmühlen, Schlachthöfe und Zerlegebetriebe, Molkereien, Stärkeverarbeitung, Eiprodukte, Fischverarbeitung, Obst- und Gemüseverarbeitung, Mälzereien, Gewürzwerke, Kellereien, Zuckerfabriken;
- Sektoren in der zweiten Verarbeitungsstufe:
  - Brot und Backwaren, Bäckerhandwerk, Nährmittel und Teigwaren, Fleischwaren, Fleischerhandwerk, Süßwaren, alkoholfreie Getränke, alkoholische Getränke, Essig, sonstige Verarbeitungsprodukte und Fertiggerichte in unterschiedlichen Produktions- und Erscheinungsformen;
- Sektoren in der Stufe des Lebensmittelhandels:
  - Lebensmitteleinzelhandel, stationärer Lebensmittelgroßhandel (Cash & Carry), Lebensmittel-Zustellgroßhandel, Exporteure und Importeure;
- Sektoren in der Stufe der Lebensmittelzubereitung als Großverbraucher:
  - Klassische Gastronomie, Systemgastronomie und Hotellerie, Gemeinschaftsverpflegung (Betriebe, Krankenhäuser, Schulen etc.), Dienstleistungsunternehmen (Catering)
- Auch zum System der Lebensmittelwirtschaft gehören noch die vielfältigen Dienstleistungen, die innerhalb der aufgeführten Sektoren erbracht werden, zum Beispiel Beratungsleistungen, Finanzierungs-, Transport- und Laborleistungen, Versicherungen, Gutachten etc. bis hin zu Verbandstätigkeiten und staatlichen Aktivitäten.
- Die Sektoren der ersten und zweiten Verarbeitungsstufe werden in der amtlichen Statistik als produzierendes Ernährungsgewerbe bezeichnet. Dazu gehört die Ernährungs- beziehungsweise Lebensmittelindustrie und das Ernährungshandwerk.

## Sonderfall nachwachsende Rohstoffe
Im Rahmen der Energieerzeugung aus nachwachsenden Rohstoffen ebenso wie der sonstigen wirtschaftlichen Nutzung (Phytopharmaka, bio-basierte Kunststoffe etc.) erfährt auf der Verarbeitungsstufe auch der Non-Food-Bereich zunehmende Bedeutung. Dabei werden landwirtschaftliche und forstwirtschaftliche Erzeugnisse unter anderem energetisch verwertet. Beispiele dazu bieten Holz- oder Getreideverbrennung, Biogas, Biodiesel, Bioethanol etc.
Die Forstwirtschaft als Holzlieferant wird üblicherweise nicht dem System des Agribusiness zugeordnet, da sie klassischerweise nicht der Nahrungsmittelproduktion dient. Wenn sich die Landwirtschaft von der Nahrungsmittelversorgung zumindest teilweise zur Energieversorgung wandelt und die Forstwirtschaft ebenfalls eine wichtige Rolle in der Energieversorgung durch erneuerbare Energie erhält, kann man dies überdenken.

## Marktdaten und Beschäftigte
Insgesamt sind in der Agrar- und Ernährungswirtschaft in Deutschland rund 5,4 Millionen Menschen beschäftigt (entspricht 13 Prozent aller Beschäftigten). Die Bruttowertschöpfung dieses Sektors in Deutschland liegt bei rund 157 Milliarden Euro (entspricht sieben Prozent des Bruttoinlandsprodukts (2012)).
| Bereich                          | Teilbereich                                                            | Beschäftigte ca. |
| -------------------------------- | ---------------------------------------------------------------------- | ---------------- |
| Inputsektoren der Landwirtschaft | Landtechnik-Industrie                                                  | 26000            |
| Inputsektoren der Landwirtschaft | Landmaschinenhandel und -handwerk                                      | 45000            |
| Inputsektoren der Landwirtschaft | Pflanzenzucht                                                          | 10000            |
| Inputsektoren der Landwirtschaft | Tierzucht (Tiergenetik)                                                | 8000             |
| Inputsektoren der Landwirtschaft | Futtermittel                                                           | 15000            |
| Inputsektoren der Landwirtschaft | Landwirtschaftliche Beratung                                           | 15000            |
| Inputsektoren der Landwirtschaft | Staatliche Agrarverwaltung                                             | 15000            |
| Inputsektoren der Landwirtschaft | Düngemittel, Pflanzenschutzmittel, Tiergesundheit                      | k. A.            |
| Großhandel (Bezugsgeschäft)      | Großhandel mit landwirtschaftlichen Grundstoffen                       | 64050            |
| Landwirtschaft                   | Ackerbau, Gartenbau, Weinbau, Tierhaltung …                            | 668000           |
| Groß- und Erfassungshandel       | nur teilweise erhebbar (zum Teil bei Großhandel mit ldw. Grundstoffen) | k. A.            |
| Produzierendes Gewerbe           | Lebensmittelindustrie                                                  | 555000           |
| Produzierendes Gewerbe           | Ernährungshandwerk                                                     | 564000           |
| Lebensmittelhandel               | Lebensmitteleinzelhandel                                               | 1300000          |
| Lebensmittelhandel               | Lebensmittelgroßhandel                                                 | 269800           |
| Außer-Haus-Markt                 | Gastronomie, Gaststättengewerbe, Kantinen und Catering etc.            | 2100000          |

## Kritik
Kritiker des Wirtschaftszweiges verfolgen neben allgemeinen industriekritischen oder kapitalismuskritischen Zielen auch einige, die spezifisch mit dem Thema Agribusiness und der Lebensmittelproduktion verknüpft sind. Entlang aller Zieldimensionen haben sich Nichtregierungsorganisationen gebildet, die die Stärkung der von ihr vertretenen Schutzgüter politisch einfordern. Viele der Schutzkategorien haben – in unterschiedlichem Ausmaß – Eingang in staatliche Regulierungen gefunden. Zu den wichtigsten Schutzkategorien gehören:
- Tierschutz: Der größte und wirtschaftlich wichtigste Teil der Lebensmittelindustrie befasst sich mit der Verarbeitung tierischer Produkte. Die in der Food-Value-Chain der Lebensmittelproduktion vorgelagerte Tierhaltung steht häufig in der Kritik, in besonderem Maße in Bezug auf Haltungsbedingungen in der Legehennenhaltung, bei Mastgeflügel und Mastschweinen. Vertreter ist z. B. der Tierschutzverband.
- Umwelt- und Naturschutz: Eng mit dem Thema Tierschutz verknüpft, zielt diese Motivlage auf die Schonung und den Erhalt begrenzter natürlicher Ressourcen allgemein, z. B. auf die Vermeidung langer Transportwege oder die Vermeidung von Einwegverpackungen. Dazu gehört letztlich auch die Kritik am Einsatz von Gentechnik in der Landwirtschaft, da dadurch andere Arten bedroht werden. Vertreter sind z. B. diverse Umweltschutzorganisationen.
- Gesundheitlicher Verbraucherschutz: Diese Motivation zielt auf den Schutz vor Gesundheitsbedrohungen durch den übermäßigen alltäglichen Genuss von Zucker, Fett, Salz etc. ebenso wie auf den Schutz vor Lebensmittelskandalen. Das betrifft sowohl Hygiene als auch Fragen von erlaubten und verbotenen Zutaten der Lebensmittel und ihrer Vorprodukte (z. B. eingesetztes Futter, Tiermedikamente, Pflanzenschutzmittel). Vertreter sind z. B. Foodwatch.
- Wirtschaftlicher Verbraucherschutz: Dabei geht es um die Abwehr von wirtschaftlichem Schaden vom Verbraucher, zum Beispiel durch die Vermeidung von Täuschung über Inhaltsstoffe und Gewicht oder eingehaltene Normen/Güteklassen oder Vorschriften. Wirtschaftlicher Verbraucherschutz hat insofern immer auch eine wettbewerbsrechtliche Dimension, als er den Unternehmen ein Agieren zu überwachten Marktregeln erlaubt. Vertreter sind z. B. die Verbraucherverbände.
- Schutz vor unfairen Globalisierungsfolgen: Gegen Benachteiligung von Erzeugern in Entwicklungsländern gegenüber stärkeren Handelspartnern in den Industrieländern setzten sich entsprechend orientierte Schutz-Organisationen ein. Zum Teil werden Gütesiegel entwickelt, um positive Beispiele als Vorbilder kenntlich machen zu können. In diese Kategorie fallen letztlich auch alle anderen Schutzinteressen, die sich auf unfaire Globalisierungsfolgen beziehen, wie z. B. Sozialstandards, Kinderarbeit etc. Vertreter ist z. B. Transfair.
- Arbeitsschutz von Arbeitern in der industriellen Landwirtschaft. Diesem Schutz dienen Landarbeitergewerkschaften wie die z. B. von César Chávez gegründeten United Farm Workers in den USA.
- Selbstorganisation von Bauern in den Entwicklungsländern: In zahlreichen Ländern sind Bauernbewegungen entstanden, die sich die Verteidigung der kleinbäuerlichen Lebensweise und die Förderung einer nachhaltigen Landwirtschaft zum Ziel gesetzt haben. Sie und ähnliche Bewegungen in den Industriestaaten sind in der Via Campesina organisiert.
- Schließlich gibt es noch als Sonderfall das Schutzgut „Geschmack“. Als Gegenbewegung zu einer immer stärker industriell geprägten Konsumkultur finden Vereine und Organisationen starken Zuspruch, die sich mit der Entdeckung des Genusses nicht-industriell erzeugter Lebensmittel beschäftigen. Anders als in den übrigen Schutzkategorien findet naturgemäß über den Geschmack keine politische Auseinandersetzung statt. Vertreter sind z. B. Vereine wie Slowfood.